# Сульфид золота(II)
Сульфид золота(II) — неорганическое соединение, 
соль металла золота и сероводородной кислоты с формулой AuS,
чёрный порошок.

## Получение
- Действие сероводорода на раствор солей золота(III):

{\displaystyle {\mathsf {2AuCl_{3}+3H_{2}S\ {\xrightarrow {}}\ 2AuS+S+6HCl}}}

## Физические свойства
Сульфид золота(II) образует чёрный порошок.